# Glykolsyra
Glykolsyra är en karboxylsyra och den enklaste α-hydroxisyran. Glykolsyra tränger mycket lätt igenom huden.

## Framställning
Glykolsyra tillverkas industriellt av klorättiksyra (C2H2ClOOH) och natriumhydroxid (NaOH).
{\displaystyle {\rm {C_{2}H_{2}ClOOH+NaOH\rightarrow C_{2}H_{2}O(OH)_{2}+NaCl}}}
Det går också att tillverka glykolsyra genom hydrogenering av oxalsyra eller genom att utvinna det direkt ur växter med högt innehåll av socker som sockerrör, sockerbetor, ananas eller nätmeloner.

## Användning
- På grund av sin förmåga att lätt tränga in i huden används glykolsyra i många hudvårdsprodukter. Det löser upp lipiderna i överhuden och avlägsnar döda hudceller, så kallad kemisk peeling. Det används också mot akne, hyperpigmentering och aktinisk keratos.
- Glykolsyra är också användbar inom organisk syntes för redox, esterisering och polymerisation.
- Det tillsätts också som lösningsmedel i emulsioner, bläck och målarfärg för att minska viskositeten och göra den blankare.